# Gab
Gab é uma rede social e servidor para microblogging estadunidense cuja sede é na cidade da Filadélfia, estado da Pensilvânia. Foi criado como uma alternativa ao Twitter e desde então tem angariado novos usuários sob o mote da defesa da liberdade de expressão. A rede social permite aos usuários enviar e receber atualizações pessoais de outros contatos em textos de até 300 caracteres. O site também oferece funcionalidades multimídia.
O Gab tem sido descrito como uma plataforma de supremacistas brancos e de pessoas da alt-right.

## História
O Gab foi criado em agosto de 2016 e como uma alternativa a então popular rede social Twitter. O fundador e atual CEO Andrew Torba citou "o grande monopólio social da esquerda" como parte de sua inspiração para fundar o Gab, que foi criado "após ler notícias que os funcionários do Facebook tem censurado artigos conservadores". Torba disse em novembro de 2016 que os usuários do site tem expandido significantivamente após as controvérsias envolvendo a censura promovida pelas principais redes sociais, incluindo a lista de pessoas suspensas ou banidas permanentemente do Twitter de várias contas de proeminentes da denominada alt-right.
Em dezembro de 2016, a submissão do aplicativo do Gab.ai no iOS da App Store foi rejeitada pela Apple, em que a empresa alegou conteúdo pornográfico como a razão principal para tanto. Na mesma época, o Twitter também cortou acesso a sua Interface de programação de aplicações sem especificar qualquer motivo. Uma tentativa de re-submeter uma nova versão do app da Gab também foi bloqueada pela mesma razão anterior e também por violar outras regras da Apple, entre elas a proibição do discurso de ódio.
Após nove meses indisponível por conta dos testes da versão beta, em maio de 2017 o site foi aberto para qualquer usuário sob registro de e-mail.
Em 22 de julho de 2017, o site incluiu a versão Pro de contas e em 1º de agosto de 2017, a Gab TV foi aberta para membros Pro. O serviço é descrito como um gênero de criação Periscope, a exemplo dos canais de video streaming. De acordo com Andrew Torba, o site logo em seguida a essa medida foi vítima do famigerado ataque de negação de serviço.
Em 17 de agosto de 2017, a Google removeu os aplicativos da Gab da Google Play Store por supostamente violar políticas relativas a discurso de ódio. A Google afirmou que o app da Gab não "demonstrou um suficiente nível de moderação, incluindo conteúdo que incentivador da violência e defensor do ódio contra grupos de pessoas" Em setembro de 2017, Gab entrou com uma ação judicial antitruste contra a Google por conta da remoção do seu app da Google Play Store mas desistiu da ação em 22 de outubro de 2017.
Em setembro de 2017,o Gab enfrentou pressão de seu registrador de domínios para derrubar uma postagem do Daily Stormer, fundado por Andrew Anglin.O jornalista Danny O'Brien da Fundação Electronic Frontier comentou que essa pressão foi parte da então crescente derrubada de domínios na internet por motivações estritamente políticas.
Em 9 de agosto de 2018, Torba anunciou que a Microsoft Azure, host da Gab, ameaçou suspender o site por “semanas/meses” se a empresa não removesse duas postagens supostamente antissemitas feitas pelo usuário Patrick Little, um político conhecido na mídia por conta de seu afastamento do Partido Republicado dos EUA por conta de denúncias de antissemitismo. De acordo com The Verge, as postagens de Little "expressavam intenso antissemitismo e demonstravam um exemplo do que é um discurso de ódio". Little deletou as postagens enquanto dizia que as críticas contra a sua manifestação eram uma violação de seus direitos como cidadão americano. No mesmo dia, Alex Jones entrevistou Torba no seu programa The Alex Jones Show durante a sua cobertura especial por conta de seu banimento permanente do YouTube.

## Usuários
O site tem sido descrito como o predileto dos usuários alt-right, os quais tem sido banidos ou suspensos das demais redes sociais, incluindo o jornalista Milo Yiannopoulos, anteriormente usuário anônimo do Twitter sob o pseudônimo "Ricky Vaughn", e supremacistas brancos como Richard B. Spencer, Tila Tequila, Vox Day, e Britain First. Andrew Torba, o atual CEO de Gab.ai, foi ele próprio removido da Y Combinator, uma rede de ex-alunos por causa de denúncias de supostos assédios contra demais usuários, após ele dizer que deveria ser "construído um muro" numa referência insultuosa a um CEO Latino usuário da mesma rede social. Até 2016, Torba foi filiado ao Partido Democrata dos EUA, embora tenha declarado voto para o republicano e o atual Presidente daquele país Donald Trump.
Outras personalidades da alt-right e também conservadores, incluindo Carl Benjamin, Ann Coulter, Alex Jones, Stefan Molyneux, Lauren Southern e Paul Joseph Watson, foram listados entre os usuários mais populares da rede social Gab em 2018, conforme dados da própria plataforma. Os autores também realizaram uma busca automatic utilizando o termo “discurso de ódio” e encontraram “palavras de ódio” em 5,4% das postagens do Gab, os quais representaram cerca de 2,4 vezes mais do que os níveis encontrados no Twitter e 2,2 vezes menor do que os níveis encontrados na plataforma 4chan conhecida pelas publicações de conteúdo “politicamente incorreto”.
Notáveis ex-usuários incluem o nacionalista branco e politico Paul Nehlen, que foi banido do site após ser denunciado por praticar doxing contra Ricky Vaughn, e por praticar blackhat contra Andrew Auernheimer (conhecido como weev) que também foi banido por defender o genocídio de judeus e defender o terrorista Timothy McVeigh. A atividade de Auernheimer na plataforma provocou ameaças de uma empresa da Ásia que então abrigava o registro do site, exigindo a remoção das postagens ou então eles se recusariam a continuar hospedado o Gab. Apesar da concessão a exigência, o Gab mudou a hospedagem do site para outra empresa.

## Recepção
O Gab tem sido descrito como um "Twitter para racistas" pelo website norte-americano Salon, definido como uma "câmara que ecôa racismo e teorias conspiratórias" pelo The Guardian, e um "céu seguro para banidos, como trolls do Twitter, Gamergaters, Pizzagaters e notórios nacionalistas brancos" pela empresa de mídia Mic. Um editorial da revista Wired criticou Gab por não explicitar políticas de proibição do discurso de ódio. As únicas restrições relativas a expressão no site se resumem a ameaças de violência, promoção do terrorismo, pornografia infantil, pornografia por razões de vingança e práticas de doxing.
Torba tem negado que o Gab é "projetado especificamente para conservadores" e tem dito que "todos são bem-vindos e sempre serão". Ele tem disse além disso que "nós queremos que todos se sintam protegidos no Gab, mas nós não iremos policiar o que é e o que não é discurso de ódio". Numa resposta aos críticos, em março de 2017, Gab anunciou os seus planos para tornar o site mais diversificado, ao remover o botão “downvote”. Para Torba, aquele recurso tinha também sido utilizado de forma abusiva pelos “justiceiros sociais”.

## Receita
Gab não tem utilizado publicidade como forma de faturamento. O site começou a oferecer um serviço de assinatura premium para o Gab chamado "Gab Pro" em abril de 2017. Gab Pro tem a opção mensal de US$5,99. A assinatura permite que os usuários tenham conversas privadas para até 25 pessoas, o que foi posteriormente adicionado para todos os usuários com dois usuários no máximo e Gab Pro com 50 no máximo. As mensagens são apagadas após 24 horas. Os assinantes da Gab Pro também podem visualizar uma lista de tópicos para outros usuários, fazer listas de usuários para classificar seu feed doméstico, livestream na GabTV (serviço de compartilhamento de vídeo da Gab) e mais facilmente verificar seu perfil. Os inscritos também recebem um selo "Pro" ao lado de suas postagens. Em julho de 2017, a Gab iniciou também um projeto de investimento que atingiu sua meta de US $ 1,07 milhão em 19 de agosto de 2017.
Em 15 de agosto de 2017, Torba anunciou os seus planos para criar a sua própria criptomoeda, dado o seu receio de que o Gab possa ser incluindo numa “lista negra” pelos principais sistemas de processamento de pagamentos.

## Design
O tema do Gab é uma combinação minimalista de texto preto em painéis brancos com hashtags e nomes de usuário cor-de-rosa. Os usuários Pro têm uma barra superior contrastada em azul escuro, mais próxima da do Facebook. A interface se comporta como uma forma híbrida do Twitter-Reddit, exibindo mensagens em um formato de linha de tempo de rolagem vertical semelhante ao Twitter com uma opção do tipo Reddit para fazer upvote ou downvote de cada postagem. O site também agrega postagens populares e tendências de hashtags de tópicos. Os usuários podem classificar comentários e postagens em um assunto por tempo ou pontuação. As biografias padrão para novos usuários exibem uma citação escolhida aleatoriamente sobre a importância da liberdade de expressão.
Ao escrever um “gab”, o Gabber sem uma assinatura Pro poderá postar até 300 caracteres de texto simples, enquanto aqueles com uma conta Pro podem escrever até 3.000 caracteres por "gab". Os primeiros 300 caracteres de um “gab” aparecem na linha do tempo, com uma opção para ler o resto de um “gab”, se for mais longo. A funcionalidade adicional é similar ao modelo do Twitter, em que também utiliza o caractere # para iniciar hashtags e o caractere @ para se referir a outros usuários da rede social. As postagens "gabs" podem incluir recursos multimédia, atualmente limitados a emoji, fotos e GIFs animados. Além disso, é possível incluir hyperlinks junto às postagens, a exemplo de links como os do YouTube cujos vídeos podem ser abertos em preview na própria rede social. Cada conta Gab pode de forma opcional ser associada a uma conta Twitter, o que permite realizar postagens cruzadas,um recurso que pode ser ativado ou desativado antes que um "gab" seja publicado. Quando habilitado, o "gab" é tuitado em torno dos primeiros 100 caracteres, juntamente com um link para o "gab".
Em julho de 2017, o Gab implementou um sistema em que as pessoas que realizam downvote (em português: "votos negativos") em outros usuários através de spam teriam a sua conta downvoted também e a sua capacidade de deixar downvotes em outros usuários revogada. Os downvotes foram posteriormente removidos inteiramente. O COO do Gab, Utsav Sanduja, explicou que os votos negativos estavam sendo usados de forma abusiva, principalmente para afastar usuários do site. O downvoting foi mais tarde reintegrado; a partir de dezembro de 2017, as duas avaliações positivas e as avaliações negativas são possíveis, mas os totais são acompanhados e exibidos separadamente, em vez de serem combinados em uma única pontuação.
Um sapo chamado "Gabby" é o atual mascote e representa o atual logotipo do Gab. Torba disse que o sapo foi inspirado em versículos da Bíblia (Exodus 8:1-8:12 e Psalms 78:45) e vários outros sapos tradicionais com simbolismos e significados especiais. O logo tipo tem sido comparado ao “Sapo Pepe”, um desenho popularmente conhecido por conta dos memes promovidos principalmente por usuários associados ao movimento alt-right.